# مارغريت مارش
مارغريت مارش (بالإنجليزية: Marguerite Marsh)‏ هي ممثلة أمريكية، ولدت في 18 أبريل 1888 بلورانس في الولايات المتحدة، وتوفيت في 8 ديسمبر 1925 بنيويورك في الولايات المتحدة بسبب ذات الرئة.

## وصلات خارجية
- مارغريت مارش على موقع IMDb (الإنجليزية)
- مارغريت مارش على موقع أول موفي (الإنجليزية)
- مارغريت مارش على موقع قاعدة بيانات الأفلام السويدية (السويدية)
- مارغريت مارش على موقع قاعدة بيانات الفيلم (الإنجليزية)
- مارغريت مارش على موقع كينوبويسك (الروسية)